# 圣乔治-伊奥尼科
圣乔治-伊奥尼科（義大利語：San Giorgio Ionico）是意大利塔兰托省的一个市镇。总面积23平方公里，人口15987人，人口密度695.1人/平方公里（2009年）。ISTAT代码为073024。